# پونتستورا
پونتستورا (به ایتالیایی: Pontestura) یک کومونه در ایتالیا است که در استان آلساندریا واقع شده‌است.

## خصوصیات
پونتستورا ۱۸٫۸۷ کیلومترمربع مساحت و ۱٬۴۸۵ نفر جمعیت دارد و ۱۴۰ متر بالاتر از سطح دریا واقع شده‌است.